# Xénia
A Xénia női név görög eredetű. Jelentése: vendég, idegen, átvitt értelemben vendégszerető. Az ókorban xenia volt a vendégnek nyújtott ajándék neve.

## Rokon nevek
- Oxána:[1] a Xénia orosz alakváltozata.[3]
- Szénia:[1] a Xénia alakváltozata.[4]

## Gyakorisága
Az 1990-es években a Xénia igen ritka, az Oxána és a Szénia szórványos név, a 2000-es években nem szerepelnek a 100 leggyakoribb női név között.

## Névnapok
Xénia, Szénia
- január 24.[2]
- július 30.[2]

Oxána
- január 24.[3]
- április 12.[3]

## Híres Xéniák, Széniák, Oxánák
- Kszenyija Alekszandrovna Romanova orosz nagyhercegnő
- Kszenyija Georgijevna Romanova orosz hercegnő
- Siska Xénia válogatott gátfutó
- Krizsán Xénia válogatott hétpróbázó

## Hasonló nevek
- pumpáló xénia (Xenia), a nyolcosztatú virágállatok (Octocorallia) egyik neme
- 625 Xenia a Naprendszer egyik kisbolygója